# Famille Van Volxem
Cette page explique l’histoire ou répertorie les différents membres de la famille Van Volxem.
La famille Van Volxem (ou Van Volxhem) est une famille bourgeoise de Bruxelles. Elle compte notamment parmi ses membres Guillaume Van Volxem (1791-1868), bourgmestre de Bruxelles et ministre de la Justice et son fils Jules Van Volxem (1822-1893), député, bourgmestre de Laeken de 1872 à 1877.

## Toponymie
Le nom de Volxem est un des plus anciens de la paroisse de Leeuw-Saint-Pierre, dans l'actuel Brabant flamand. Sa racine -hem, pour un nom de lieu, très répandue à travers tout le Brabant, la Flandre et les Pays-Bas, dénote une origine franque (entre le Ve et le VIIIe siècle), donc très ancienne. De tels noms de lieux, pour s'être transmis si longtemps, se rapportent habituellement à un moulin. Dans le cas de Volxem, ce moulin, situé le long de la Zuune (affluent de la Senne) aurait appartenu au sire de Gaasbeek et était loué à bail à des meuniers dont les noms ont été retrouvés (Theunis, Leenmans, Walravens…) mais pas celui des Van Volxem qui furent peut-être meuniers en des temps plus reculés. « Ce moulin très ancien était pratiquement le seul de la paroisse de Leeuw et auquel la plupart des fermiers étaient tenus d'y faire moudre leur grain, conformément au droit seigneurial en vigueur, jalousement protégé » (de Cacamp, 1971).
Autour de ce moulin, se forma un hameau du même nom, proche du lieu-dit Volxemveld (champ de Volxem), à environ onze kilomètres du centre de Bruxelles et à cinq cents mètres du centre de Leeuw-Saint-Pierre. Ce hameau est considéré comme le berceau de la famille dont les diverses branches Van Volxem sont issues, les derniers à y avoir vécu, ainsi que dans le hameau tout proche de Gaspaldoren, datent du début du XVe siècle, mais le plus ancien porteur du nom (Reinboldus de Volcshem), sans nom de lieu cité, est connu en 1256.

## Histoire
À la suite des recherches (1971) des historiens et généalogistes François de Cacamp et Marie-Anne Dolez-Orts, on a aujourd'hui un aperçu assez complet des différentes branches (et rameaux) Van Volxem, toutes issues d'une lignée ancestrale commune, antérieure à 1500.
Sans doute serfs au départ, ils sont devenus très vite, dès le XVe siècle, de petits puis de grands propriétaires de terres qu'ils cultivent d'abord seuls, ensuite avec l'aide d'ouvriers agricoles. Ils sont plus rarement « fermiers » (ou « fermières ») au sens traditionnel d'éleveurs de bétail. Parallèlement, au cours du temps, ils habiteront de plus en plus près de Bruxelles (Leeuw-Saint-Pierre, Ruisbroek, Drogenbos, Forest…), ville où certains membres de cette famille finirent par s'établir, y achetant le droit de bourgeoisie, élévation sociale indispensable pour accéder aux professions commerciales.
De 1460 à 1795, on compte pas moins de vingt-neuf Van Volxem reçus bourgeois de Bruxelles. Comme cette qualité est héréditaire, pourvu que les fils de bourgeois naissent sur le territoire de la ville ou dans sa banlieue, il en résulte que plusieurs centaines de Van Volxem ont dû jouir de ce statut au cours de ces trois cent trente-cinq ans. Parmi les professions qu'ils exercèrent, on compte un assez grand nombre de boulangers, merciers, de nombreux brasseurs ainsi que toute une lignée de charpentiers et ébénistes, soit des métiers typiquement bruxellois, le plus souvent transmis de père en fils et d'oncle à neveu, les jeunes acquérant la maîtrise après cinq à dix ans d'apprentissage et de compagnonnage avant de se marier et d'acheter le droit de bourgeoisie s'ils ne sont pas déjà descendants de bourgeois. Les branches Van Volxem devenues bruxelloises dès le XVIe ou XVIIe siècle se sont toutes éteintes sauf une qui se prolonge en Allemagne : la branche de Trèves. Cependant, les Van Volxem ayant essaimé au travers du Plat Pays sont nettement plus nombreux. Il y eut même deux artistes-peintres, tous deux prénommés Jean-Baptiste, l'un à Gand, l'autre à Bruxelles, qui, quoique contemporains, ne se sont probablement pas connus.
Guillaume Van Volxem, quant à lui, est issu d'une des branches lignagères de la famille, originaire de Ruisbroek, à quatre kilomètres et demi à l'est de Leeuw-Saint-Pierre et sept kilomètres et demi de Bruxelles. C'est à Ruisbroek qu'un de ses ancêtres Van Volxem fait l'acquisition en 1660 d'une ferme seigneuriale qui devient dès lors le Hof Van Volxem et que la famille occupera durant au moins quatre générations. Ensuite, cette branche, à l'instar d'autres Van Volxem, s'établira définitivement à Bruxelles vers 1755.
Une caractéristique de la présente branche Van Volxem est qu'on y compte pas moins de cinq échevins successifs, tous Van Volxem de père en fils pour aboutir aux deux bourgmestres Guillaume et Jules Van Volxem. Si les échevins sont des cultivateurs, les bourgmestres, quant à eux, de parents bruxellois, sont diplômés en droit. Cette ascension sociale des XVIIIe et XIXe siècles est une caractéristique des villes belges et une source évidente de leur enrichississement culturel et de leur prospérité.

## Généalogie
Voici un aperçu de cette branche Van Volxem telle qu'elle est connue, limitée ici à l'ascendance directe (de père en fils) et conduisant aux deux bourgmestres.
I. Jan Van Volxem (vers 1540 – avant 1620) est cultivateur et échevin de Ruisbroek de 1601 à 1608. (Son frère aîné Nicolas, archer à Ruisbroek, fut reçu en 1558 à Bruxelles bourgeois et maître boulanger.)
II. Gillis Van Volxem (vers 1580 – après 1653) est cultivateur à Ruisbroek et échevin du banc de Tourneppe et Huizingen.
III. Nicolas Van Volxem (vers 1620 – 1701 ou peu après) est cultivateur et échevin de Ruisbroek de 1664 à 1670, en 1680 et de 1695 à 1701. Il acquiert à Ruisbroek en 1660 une grande ferme seigneuriale qui est appelée Hof Van Volxem et qui abritera encore au moins trois générations de Van Volxem après lui. (Son frère aîné, sans postérité, Gillis, sera reçu à Bruxelles bourgeois en 1669 et maître boulanger en 1680.)
IV. Jan Van Volxem (1656 – après 1700) est cultivateur et échevin de Ruisbroek, avec son père, de 1698 à 1700.
V. Gillis Van Volxem (1689-1740) est cultivateur et échevin du banc de Rhode-Saint-Genèse-Alsemberg-Linkebeek.
VI. Gillis Van Volxem (1726-1781), fils aîné du précédent, quitte Ruisbroek pour s'établir à Bruxelles vers 1755. Il y est reçu bourgeois, maître graissier et maître mercier en 1759. Avec lui débute le premier rameau de Ruisbroek se développant à Bruxelles : à partir de 1759, les Van Volxem de cette lignée naissent dans la ville de Bruxelles.
VII. Jean-Baptiste Van Volxem (1760-1850) est avocat au Conseil souverain de Brabant puis au tribunal aulique, etc. Il s'inscrit à l'Université de Louvain en 1780, obtient sa licence en droit en 1785 et, quelques jours plus tard, est reçu avocat au Conseil souverain de Brabant, puis au tribunal aulique. Il y siège jusqu'à leur suppression en 1796. En 1810, il fait partie du premier conseil de discipline de l'Ordre des avocats. Après les événements de 1814, il devient avocat au Conseil supérieur de justice (qui préfigure la Cour de cassation), membre du conseil de régence de la capitale et après avoir été nommé commissaire en 1826 devient  directeur de la Société générale de Belgique en 1841, fonction qu'il conservera jusqu'en 1848, à quatre-vingt-huit ans. Il meurt dans sa quatre-vingt-onzième année. Franc-maçon comme toute l'élite bruxelloise de son temps, il figure dans le tableau de 1786 de la loge l'Heureuse Rencontre (seconde loge de Bruxelles, no 8), loge qui était fréquentée par la haute aristocratie des Pays-Bas.
Il était propriétaire de l'ancien moulin à grains appelé autrefois Quakenbeekmolen à Forest-lez Bruxelles.
VIII. Guillaume-Hippolyte Van Volxem (1791-1868) est avocat, échevin, bourgmestre de Bruxelles de 1838 à 1841, membre de la Chambre des représentants, ministre de la Justice, Commissaire en 1851 et en 1862, il devient directeur de la Société générale de Belgique, etc.
IX. Jules Van Volxem (1822-1893), avocat, bourgmestre de Laeken de 1872 à 1877, membre de la Chambre des représentants, commissaire de la Société générale de Belgique en 1869.

## La postérité de Jules Van Volxem
Jules Van Volxem a sept enfants dont trois fils, sans postérité. Son fils aîné, Jean-Baptiste Van Volxem (1848-1875), devient un entomologiste distingué mais sera prématurément terrassé par la maladie, à vingt-sept ans. Signalons encore sa fille puînée, Émilie Van Volxem (1850-1929) qui, veuve à vingt ans avec une fille (posthume du père), se remariera avec Louis Orts (1842-1891), également veuf (avec un fils, le futur diplomate Pierre Orts, 1872-1958), avocat à la Cour de cassation dont elle aura encore cinq enfants dont trois fils ; l'un sera avocat à la cour d'appel, les autres ingénieurs, notamment Charles Orts (1884-1943), fondateur et président d’Electrobel, qui deviendra Tractebel.
Avec les fils de Jules Van Volxem, sans postérité, s'éteint donc la branche des Van Volxem de la branche aînée de Gillis Van Volxem (1726-1781) cité plus haut, en 6. Parmi les familles belges apparentées aux descendants, limités jusqu'aux petits-enfants, des quatre filles de Jules (donc nées Van Volxem), on compte les : Orts, Peltzer (par deux fois), Damiens, Desoer, Baar, D'Aoust, Dolez, Nothomb, Domken, Dulait, Borremans, Francotte, Scheyven, de Ronge, Dumonceau de Bergendael, Le Grand (par deux fois), Vanderhaeghen, de Brouwer, de Meulemeester, Storms, de Bethune-Hesdigneul, de Kerchove d'Ousselghem, de Cumont, de Briey, du Roy de Blicquy, Leclercq, Van Dievoet, Guinotte, Serruys, Lovinfosse, Van den Bulcke.
Du frère cadet de Gillis Van Volxem, degré VI (1726-1781), Francis Van Volxem (1738-1813), échevin puis maire de Ruisbroek est issu le second rameau de Ruisbroek se développant à Bruxelles, encore existant à Bruxelles au XXIe siècle. C'est son fils Jacques Van Volxem (1765-1829) qui s'installe comme brasseur à Bruxelles où il sera suivi de lignées de brasseurs qui, à leur tour, engendreront une suite d'industriels et d'administrateurs de sociétés et d'un médecin, le docteur Tobie Van Volxem (1831-1914), petit-fils de Jacques. Celui-ci accompagnait le bourgmestre Jules Anspach (1829-1879) dans ses tournées auprès des familles indigentes des bas-quartiers touchées par les épidémies de choléra qui sévissaient à Bruxelles avant la mise en chantier du voûtement de la Senne (1867-1871), sous l'égide du même bourgmestre.
Notons encore que le frère aîné de Tobie, Jean-François Van Volxem (1824-1883), bien que décédé relativement jeune (à cinquante-neuf ans), a tenu une place importante dans la brasserie bruxelloise au XIXe siècle. Prospère et entreprenant, il possédait à sa mort plusieurs brasseries, maisons et terrains dans l'agglomération ainsi qu'un hôtel-restaurant avenue Fonsny, près de la gare du Midi. Non loin de là, l'Avenue Van Volxem (personnage non désigné, probablement Jean-Baptiste, considéré comme grand propriétaire) traverse Forest (Bruxelles)
De ce second rameau, peu de Van Volxem du nom subsistent encore.

## Héraldique
| Nom                                                                        | Blasonnement | Image |
| -------------------------------------------------------------------------- | --- | ----- |
| Famille van Volxem                                                         | De sable, à une fleur de lis au pied coupé cotoyée de deux faucilles dentelées affrontées, le tout d'argent |       |
| Paul van Volxhem, échevin de Bruxelles                                     | De gueules, à la fasce d'hermine (qui est de Stalle) ; au franc-canton de sable chargé d'une fleur de lis au pied coupé cotoyée de deux faucilles dentelées affrontées, le tout d'argent (qui est van Volxem), timbré d'un heaume surmonté en cimier d'un buste barbu, vêtu d'hermine, la tête cerclée, |       |
| Rinier van Volxem, homme de fief d'Englebert d'Enghien, seigneur de Tubize | De ..., à deux faucilles dentelées de ..., affrontées, accompagnées en cœur de deux fleurs de lis au pied coupé de ... et en pointe d'un annelet de ... (les auteurs ne précisent pas les couleurs) |       |